# テレビ朝日水曜21時枠刑事ドラマ
本項目では、1987年4月よりテレビ朝日系列で、毎週水曜21時 - 21時54分に設けられている、刑事ドラマの放送枠について取り扱うものとする。

## 概要
項目名にもある通り、本枠の成立当初から30年以上にわたり、一貫して東映テレビ・プロダクション制作の刑事ドラマが放送されており、やはりテレビ朝日・東映制作の「スーパー戦隊シリーズ」と同様に、スポンサーなども固定化されている。当初フィルム撮影であった撮影方式は、1996年4月より放送された『はぐれ刑事純情派』（第9シリーズ）よりVTR撮影に移行。さらに、2004年以降はハイビジョン制作に移行している。
本枠の成立以前、水曜21時台には時代劇やバラエティ番組が編成されていたが、1986年12月にバラエティ番組『遊びにおいで〜Come on-a my House』が終了したのに伴い、つなぎ番組としてテレビドラマ『ナイトライダー』を1クールにわたり放送したのを経て、同時間帯における刑事ドラマの第1弾『大都会25時』が1987年4月にスタート。同番組と次番組『ベイシティ刑事』が放送されていた1年間は視聴率面で苦戦を強いられていたものの、翌1988年の4月に『はぐれ刑事純情派』（全18シリーズ放送）、10月に『さすらい刑事旅情編』（全7シリーズ放送）の2作品がスタートし、両作品の人気獲得に伴い水曜21時台も刑事ドラマ枠として定着するようになった。
2002年10月、2クール（6か月）のシリーズ作品を交互に放送していたそれまでのサイクルを、2クール1作品・1クール（3ヶ月）2作品というサイクルへと変更。2クールのシリーズには当初『はぐれ刑事純情派』が充てられていたが、翌2003年10月からはこれに代わって『相棒』シリーズ(2025年現在、23シリーズ放送済)が2クールに拡大される。その後同作品と、2006年4月にスタートした『警視庁捜査一課9係』（2018年より続編の『特捜9』に移行、合計で全20シリーズ放送)も長期シリーズとして定着、シリーズ物ではない連続ドラマが放送されていた残りの1クールも、2015年7月より始まった『刑事7人』がやはり長期シリーズ化（既存9シリーズ）したことにより、これら3作品が繰り返し放送されるというサイクルが2022年まで続いた。
2023年度上半期は編成の見直しに伴い、1クール（3か月）ごとに1作品ずつという従前までのサイクルから、2か月ごとに1作品というサイクルへと変更、さらに各作品の間に特番などを挟まずシームレスに放送するという体制がとられた。この期間中には『特捜9』（Season6、4月スタート）、『刑事7人』（SEASON9、6月スタート）に加え、それまで別時間帯にて放送されていた『科捜研の女』(Season23、8月スタート)も本枠にて放送された。また、2024年度からは再び上半期が1クール（3か月）ごとに1作品ずつのサイクルに戻った一方、それまでの定番シリーズであった『刑事7人』や『特捜9』が相次いで休止・終了しており、長期シリーズとしては2025年現在『相棒』のみが継続している状態にある。
2010年代に入ってからは、19時台・20時台に編成されているバラエティ番組の2時間ないし3時間拡大スペシャルが頻発するようになったが、テレビ朝日の水曜のプライムタイムにおいては本枠が編成されている関係上、こうしたバラエティ番組の3時間SPは一部の例外を除き、主に年末年始を始めとする各改編期に放送される程度に留められている。
スポンサーの都合上、各作品中に登場する車両の殆どが日産自動車製であり、本枠の成立から2009年、それに2015年以降は日産の広報車が実際に提供されている。前述の通り、元々が本枠発の作品ではない『科捜研の女』も、本枠での放送に際しては同様の扱いとされているが、一方で他社の車（レンタカーや劇用車リース会社）も使用される機会も、近年では多くなっている。

## 放送作品
|              | 作品名                                    | 放送期間                       | 放送回数         | 出演                         | 備考 |
| 1980年代     | 1980年代                                  | 1980年代                       | 1980年代         | 1980年代                     | 1980年代 |
| ------------ | ----------------------------------------- | ------------------------------ | ---------------- | ---------------------------- | --- |
| 1            | 大都会25時                                | 1987年4月22日 - 9月23日        | 全23回           | 小野寺昭・平田満             | 7月1日放送分（第11回）より『大都会25時・千草警察事件ファイル』と改題                                                                                                 |
| 2            | ベイシティ刑事                            | 1987年10月7日 - 1988年3月23日  | 全24回           | 藤竜也・世良公則             | |
| 3            | はぐれ刑事純情派（第1シリーズ）           | 1988年4月6日 - 9月21日         | 全25回           | 藤田まこと                   | |
| 4            | さすらい刑事旅情編                        | 1988年10月12日 - 1989年3月22日 | 全21回           | 宇津井健                     | |
| 5            | はぐれ刑事純情派（第2シリーズ）           | 1989年4月5日 - 10月4日         | 全26回           | 藤田まこと                   | 番組終了後の1989年11月に劇場版を公開 |
| 6            | さすらい刑事旅情編II                      | 1989年10月11日 - 1990年3月21日 | 全23回           | 宇津井健                     | |
| 1990年代前半 |                                           |                                |                  |                              | |
| 7            | はぐれ刑事純情派（第3シリーズ）           | 1990年4月4日 - 9月19日         | 全25回           | 藤田まこと                   | 番組終了翌週の9月26日に前年公開の劇場版を放送（20:00 - 21:54） |
| 8            | さすらい刑事旅情編III                     | 1990年10月10日 - 1991年3月20日 | 全21回           | 宇津井健                     | |
| 9            | はぐれ刑事純情派（第4シリーズ）           | 1991年3月27日 - 10月9日        | 全27回           | 藤田まこと                   | |
| 10           | さすらい刑事旅情編IV                      | 1991年10月16日 - 1992年3月25日 | 全23回           | 宇津井健                     | |
| 11           | はぐれ刑事純情派（第5シリーズ）           | 1992年4月8日 - 9月23日         | 全25回           | 藤田まこと                   | 番組終了後の12月30日にスペシャル版を放送（21:00 - 22:48） |
| 12           | さすらい刑事旅情編V                       | 1992年10月14日 - 1993年3月31日 | 全23回           | 宇津井健                     | |
| 13           | はぐれ刑事純情派（第6シリーズ）           | 1993年4月7日 - 10月6日         | 全27回           | 藤田まこと                   | |
| 14           | さすらい刑事旅情編VI                      | 1993年10月20日 - 1994年3月30日 | 全24回           | 宇津井健                     | |
| 15           | はぐれ刑事純情派（第7シリーズ）           | 1994年4月6日 - 9月21日         | 全25回           | 藤田まこと                   | |
| 16           | さすらい刑事旅情編VII                     | 1994年10月5日 - 1995年3月22日  | 全22回           | 宇津井健                     | シリーズ最終作 |
| 1990年代後半 |                                           |                                |                  |                              | |
| 17           | はぐれ刑事純情派（第8シリーズ）           | 1995年4月12日 - 10月11日       | 全25回           | 藤田まこと                   | |
| 18           | 風の刑事・東京発!                         | 1995年10月18日 - 1996年3月20日 | 全20回           | 柴田恭兵・岡本健一           | |
| 19           | はぐれ刑事純情派（第9シリーズ）           | 1996年4月12日 - 9月25日        | 全25回           | 藤田まこと                   | 同番組よりVTR撮影に移行 |
| 20           | はみだし刑事情熱系（PART1）               | 1996年10月16日 - 1997年3月26日 | 全22回           | 柴田恭兵                     | |
| 21           | はぐれ刑事純情派（第10シリーズ）          | 1997年4月2日 - 10月1日         | 全26回           | 藤田まこと                   | |
| 22           | はみだし刑事情熱系（PART2）               | 1997年10月8日 - 1998年3月25日  | 全23回           | 柴田恭兵                     | |
| 23           | はぐれ刑事純情派（第11シリーズ）          | 1998年4月1日 - 9月30日         | 全27回           | 藤田まこと                   | 番組終了後の1999年1月1日にスペシャル版を放送（22:00 - 23:54） |
| 24           | はみだし刑事情熱系（PART3）               | 1998年10月7日 - 1999年3月24日  | 全24回           | 柴田恭兵                     | |
| 25           | はぐれ刑事純情派（第12シリーズ）          | 1999年3月31日 - 9月29日        | 全25回           | 藤田まこと                   | 番組終了後の2000年1月1日にスペシャル版を放送（21:00 - 23:24） |
| 26           | はみだし刑事情熱系（PART4）               | 1999年10月6日 - 2000年3月29日  | 全24回           | 柴田恭兵                     | |
| 2000年代前半 |                                           |                                |                  |                              | |
| 27           | はぐれ刑事純情派（第13シリーズ）          | 2000年4月4日 - 9月27日         | 全26回           | 藤田まこと                   | 番組終了後の2001年1月3日にスペシャル版を放送（21:00 - 23:24） |
| 28           | はみだし刑事情熱系（PART5）               | 2000年10月4日 - 2001年3月28日  | 全24回           | 柴田恭兵                     | |
| 29           | はぐれ刑事純情派（第14シリーズ）          | 2001年4月4日 - 9月26日         | 全24回           | 藤田まこと                   | 番組終了後の2002年1月3日にスペシャル版を放送（21:00 - 23:24） |
| 30           | はみだし刑事情熱系（PART6）               | 2001年10月3日 - 2002年3月27日  | 全24回           | 柴田恭兵                     | |
| 31           | はぐれ刑事純情派（第15シリーズ）          | 2002年4月3日 - 10月2日         | 全26回           | 藤田まこと                   | 番組終了後の2003年1月1日にスペシャル版を放送（21:00 - 23:24） |
| 32           | 相棒・警視庁ふたりだけの特命係（season1） | 2002年10月9日 - 12月25日       | 全12回           | 水谷豊・寺脇康文             | 2000年より土曜ワイド劇場にて放送されていた作品の連続ドラマ版 |
| 33           | はみだし刑事情熱系（PART7）               | 2003年1月8日 - 3月19日         | 全11回           | 柴田恭兵                     | 同番組より1クール放送に移行 番組終了後の2003年12月24日にスペシャル版を放送（21:30 - 23:24）                                                                          |
| 34           | はぐれ刑事純情派（第16シリーズ）          | 2003年4月2日 - 9月17日         | 全24回           | 藤田まこと                   | 番組終了後の2004年1月1日にスペシャル版を放送（21:00 - 23:24） |
| 35           | 相棒（season2）                           | 2003年10月8日 - 2004年3月17日  | 全21回           | 水谷豊・寺脇康文             | |
| 36           | はみだし刑事情熱系 最終章                 | 2004年4月14日 - 6月30日        | 全12回           | 柴田恭兵                     | シリーズ最終作 |
| 37           | はぐれ刑事純情派（第17シリーズ）          | 2004年7月7日 - 9月22日         | 全12回           | 藤田まこと                   | 同番組より1クール放送に移行 番組終了後の2005年1月1日にスペシャル版を放送（21:00 - 23:24）                                                                            |
| 38           | 相棒（season3）                           | 2004年10月13日 - 2005年3月23日 | 全19回           | 水谷豊・寺脇康文             | 同番組よりハイビジョン制作に移行 |
| 2000年代後半 |                                           |                                |                  |                              | |
| 39           | はぐれ刑事純情派 ファイナル               | 2005年4月20日 - 6月29日        | 全10回           | 藤田まこと                   | シリーズ最終作 番組終了後も2009年までスペシャル版を4回放送 |
| 40           | 刑事部屋〜六本木おかしな捜査班〜          | 2005年7月6日 - 9月14日         | 全9回            | 柴田恭兵・大塚寧々           | |
| 41           | 相棒（season4）                           | 2005年10月12日 - 2006年3月15日 | 全21回           | 水谷豊・寺脇康文             | 同年より連年にわたり、放送期間中の元旦にスペシャル版を放送 |
| 42           | 警視庁捜査一課9係（season1）              | 2006年4月19日 - 6月21日        | 全10回           | 渡瀬恒彦                     | 番組終了後の12月27日にスペシャル版を放送（21:00 - 23:25） |
| 43           | PS -羅生門- 警視庁東都署                  | 2006年7月5日 - 9月13日         | 全11回           | 木村佳乃・舘ひろし           | 本枠における初の原作付作品 |
| 44           | 相棒（season5）                           | 2006年10月11日 - 2007年3月14日 | 全20回           | 水谷豊・寺脇康文             | |
| 45           | 警視庁捜査一課9係（season2）              | 2007年4月25日 - 6月20日        | 全9回            | 渡瀬恒彦                     | 番組終了後の12月27日にスペシャル版を放送（21:00 - 23:25） |
| 46           | 警視庁捜査ファイル さくら署の女たち       | 2007年7月11日 - 9月13日        | 全9回            | 高島礼子・佐藤祐基           | 前年9月に土曜ワイド劇場にて放送された作品の連続ドラマ版 |
| 47           | 相棒（season6）                           | 2007年10月24日 - 2008年3月19日 | 全19回           | 水谷豊・寺脇康文             | 番組終了後の5月に劇場版第1作を公開、 それに先駆けてショートドラマ第1弾も未明帯にて放送                                                                               |
| 48           | 警視庁捜査一課9係（season3）              | 2008年4月16日 - 6月18日        | 全10回           | 渡瀬恒彦                     | |
| 49           | ゴンゾウ 伝説の刑事                       | 2008年7月2日 - 9月10日         | 全10回           | 内野聖陽・高橋一生           | 第27回向田邦子賞受賞作 2008年9月度ギャラクシー賞（月間賞）受賞作 |
| 50           | 相棒（season7）                           | 2008年10月22日 - 2009年3月18日 | 全19回           | 水谷豊・寺脇康文             | 番組終了直後の3月末にスピンオフ映画第1作を公開、 それに先駆けてショートドラマ第2弾もネットにて配信を実施                                                             |
| 51           | 臨場（第一章）                            | 2009年4月15日 - 6月24日        | 全9回            | 内野聖陽・松下由樹・高嶋政伸 | |
| 52           | 新・警視庁捜査一課9係                     | 2009年7月1日 - 9月16日         | 全11回           | 渡瀬恒彦                     | |
| 53           | 相棒（season8）                           | 2009年10月14日 - 2010年3月10日 | 全19回           | 水谷豊・及川光博             | |
| 2010年代前半 |                                           |                                |                  |                              | |
| 54           | 臨場（続章）                              | 2010年4月7日 - 6月23日         | 全11回           | 内野聖陽・松下由樹・高嶋政伸 | 番組終了後の2012年6月に劇場版を公開 |
| 55           | 新・警視庁捜査一課9係（season2）          | 2010年6月30日 - 9月15日        | 全12回           | 渡瀬恒彦                     | |
| 56           | 相棒（season9）                           | 2010年10月20日 - 2011年3月9日  | 全18回           | 水谷豊・及川光博             | 放送期間中の12月下旬に劇場版第2作を公開 |
| 57           | 遺留捜査（第1シーズン）                   | 2011年4月13日 - 6月22日        | 全11回           | 上川隆也                     | 続編である第2シーズンは2012年7月クールに木曜21時台にて放送 |
| 58           | 新・警視庁捜査一課9係（season3）          | 2011年7月6日 - 9月14日         | 全11回           | 渡瀬恒彦                     | |
| 59           | 相棒（season10）                          | 2011年10月19日 - 2012年3月21日 | 全19回           | 水谷豊・及川光博             | |
| 60           | Answer〜警視庁検証捜査官                  | 2012年4月18日 - 6月13日        | 全9回            | 観月ありさ・五十嵐隼士       | |
| 61           | 警視庁捜査一課9係（season7）              | 2012年7月4日 - 9月5日          | 全10回           | 渡瀬恒彦                     | |
| 62           | 相棒（season11）                          | 2012年10月10日 - 2013年3月20日 | 全19回           | 水谷豊・成宮寛貴             | 番組終了直後の3月末にスピンオフ映画第2作を公開 |
| 63           | 遺留捜査（第3シーズン）                   | 2013年4月17日 - 6月12日        | 全9回            | 上川隆也                     | 番組終了後、放送時間帯を木曜20時台に移してシリーズを継続（2024年現在）                                                                                               |
| 64           | 警視庁捜査一課9係（season8）              | 2013年7月10日 - 9月11日        | 全10回           | 渡瀬恒彦                     | |
| 65           | 相棒（season12）                          | 2013年10月16日 - 2014年3月19日 | 全19回           | 水谷豊・成宮寛貴             | 番組終了直後の4月に劇場版第3作を公開 |
| 66           | TEAM -警視庁特別犯罪捜査本部-             | 2014年4月16日 - 6月11日        | 全9回            | 小澤征悦                     | 2025年現在、本枠における最後の単体作品 |
| 67           | 警視庁捜査一課9係（season9）              | 2014年7月9日 - 9月10日         | 全10回           | 渡瀬恒彦                     | 番組編成前後に関連特別番組を放送 |
| 68           | 相棒（season13）                          | 2014年10月15日 - 2015年3月18日 | 全19回           | 水谷豊・成宮寛貴             | |
| 2010年代後半 |                                           |                                |                  |                              | |
| 69           | 警視庁捜査一課9係（season10）             | 2015年4月22日 - 7月1日         | 全10回           | 渡瀬恒彦                     | |
| 70           | 刑事7人（SEASON1）                        | 2015年7月15日 - 9月8日         | 全9回            | 東山紀之                     | |
| 71           | 相棒（season14）                          | 2015年10月17日 - 2016年3月16日 | 全20回           | 水谷豊・反町隆史             | |
| 72           | 警視庁捜査一課9係（season11）             | 2016年4月6日 - 6月15日         | 全11回           | 渡瀬恒彦                     | |
| 73           | 刑事7人（SEASON2）                        | 2016年7月13日 - 9月14日        | 全9回            | 東山紀之                     | |
| 74           | 相棒（season15）                          | 2016年10月12日 - 2017年3月22日 | 全18回           | 水谷豊・反町隆史             | 放送期間中の2月に劇場版第4作を公開、 それに先駆けてショートドラマ第3弾も『ワイド!スクランブル』内にて放送                                                            |
| 75           | 警視庁捜査一課9係（season12）             | 2017年4月12日 - 6月7日         | 全9回            | 渡瀬恒彦→井ノ原快彦          | 『9係』としてのシリーズ最終作 |
| 76           | 刑事7人（SEASON3）                        | 2017年7月12日 - 9月13日        | 全10回           | 東山紀之                     | |
| 77           | 相棒（season16）                          | 2017年10月18日 - 2018年3月14日 | 全20回           | 水谷豊・反町隆史             | 番組終了翌週の3月21日に前年公開の劇場版第4作目を地上波初放送(20:00-21:54)                                                                                            |
| 78           | 特捜9（season1）                          | 2018年4月11日 - 6月13日        | 全10回           | 井ノ原快彦                   | 『9係』の設定・登場人物を引き継いだ後継シリーズ |
| 79           | 刑事7人（SEASON4）                        | 2018年7月11日 - 9月12日        | 全10回           | 東山紀之                     | |
| 80           | 相棒（season17）                          | 2018年10月17日 - 2019年3月20日 | 全20回           | 水谷豊・反町隆史             | |
| 81           | 特捜9（season2）                          | 2019年4月11日 - 6月13日        | 全10回           | 井ノ原快彦                   | 番組開始直前の4月7日にスペシャル版を放送（21:00 - 23:05） |
| 82           | 刑事7人（SEASON5）                        | 2019年7月10日 - 9月18日        | 全10回           | 東山紀之                     | |
| 83           | 相棒（season18）                          | 2019年10月9日 - 2020年3月18日  | 全20回           | 水谷豊・反町隆史             | |
| 2020年代前半 |                                           |                                |                  |                              | |
| 84           | 特捜9（season3）                          | 2020年4月8日 - 7月22日         | 全16回（全10話） | 井ノ原快彦                   | 新型コロナウイルス感染拡大による撮影延期に伴い、 5月から6月前半までの6週にわたって新作放送を中断、 中断期間中は本シリーズならびに『9係』の既放送分を傑作選として放送 |
| 85           | 刑事7人（SEASON6）                        | 2020年8月5日 - 9月30日         | 全9回            | 東山紀之                     | |
| 86           | 相棒（season19）                          | 2020年10月14日 - 2021年3月17日 | 全20回           | 水谷豊・反町隆史             | |
| 87           | 特捜9（season4）                          | 2021年4月7日 - 6月30日         | 全13回           | 井ノ原快彦                   | |
| 88           | 刑事7人（SEASON7）                        | 2021年7月7日 - 9月15日         | 全9回            | 東山紀之                     | |
| 89           | 相棒（season20）                          | 2021年10月13日 - 2022年3月23日 | 全20回           | 水谷豊・反町隆史             | 2022年1月19日から2月9日まで、関東地区のみ20:54 - 21:00に『このあと相棒』を別途放送                                                                                   |
| 90           | 特捜9（season5）                          | 2022年4月6日 - 6月22日         | 全12回           | 井ノ原快彦                   | |
| 91           | 刑事7人（SEASON8）                        | 2022年7月13日 - 9月14日        | 全10回           | 東山紀之                     | |
| 92           | 相棒（season21）                          | 2022年10月12日 - 2023年3月15日 | 全21回           | 水谷豊・寺脇康文             | |
| 93           | 特捜9（season6）                          | 2023年4月5日 - 5月31日         | 全9回            | 井ノ原快彦                   | |
| 94           | 刑事7人（SEASON9）                        | 2023年6月7日 - 8月9日          | 全9回            | 東山紀之                     | |
| 95           | 科捜研の女（season23）                    | 2023年8月16日 - 10月4日        | 全8回            | 沢口靖子                     | 前年までに制作されたシリーズ作品はいずれも別時間帯にて放送 |
| 96           | 相棒（season22）                          | 2023年10月18日 - 2024年3月13日 | 全20回           | 水谷豊・寺脇康文             | 番組終了翌週の3月27日に元日スペシャル（第10話）を再放送（20:00 - 22:14）。                                                                                           |
| 97           | 特捜9（season7）                          | 2024年4月3日 - 6月5日          | 全10回           | 井ノ原快彦                   | |
| 98           | 科捜研の女（season24）                    | 2024年7月3日 - 9月11日         | 全10回           | 沢口靖子                     | |
| 99           | 相棒（season23）                          | 2024年10月16日 - 2025年3月12日 | 全19回           | 水谷豊・寺脇康文             | |
| 2020年代後半 |                                           |                                |                  |                              | |
| 100          | 特捜9 final season                        | 2025年4月9日 - 2025年6月11日   | 全10回           | 井ノ原快彦                   | シリーズ最終作。 |
| 101          | 大追跡〜警視庁SSBC強行犯係〜              | 2025年7月9日 -                 | -                | 大森南朋・相葉雅紀・松下奈緒 | |

## 編成について
直後の時間帯に放送される報道番組『報道ステーション』との接続は、原則としてクロスプログラム（『報ステ』の放送内容紹介）・ステブレ入りであったが、2013年度下半期から次の様に接続などが度々変更されている。またこれらの接続は本枠に限らず、『木曜ドラマ』でも同様の扱いとされている（2016年度下半期を除く）。また2022年10月から再開した火曜21時ドラマ枠も同様となる。
- 2013年度・2014年度：『相棒』以外の作品が継続中（以下、年度上半期）は、今まで通りのクロスプログラム・ステブレ入りで、『報ステ』はOP入り、『相棒』継続中（以下、年度下半期）はステブレレス・『報ステ』はOP抜き。
- 2015年度：下半期は前年度までと同様、上半期も『報ステ』の接続はステブレレス、OP抜きだったが、7月期からは短縮版に変更。
- 2016年度：上半期は『報ステ』の接続がクロスプログラム・ステブレ入り復活。下半期はステブレレスは不変だが、OP抜きに再び変更。また、『相棒』に関しては初回・最終回を除き、一部の回ではクロスプログラム・ステブレ入り接続・OP入りになることがある。
- 2017年度：上半期は初回・最終回（加えて初回直後の第2話・最終回直前回も）を除き不変。下半期はステブレレス、OPは短縮版という2015年度7月期以降と同じ編成。
- 2018年度：上半期・下半期共に前年度下半期と同じ。『特捜9』第2話、『刑事7人（第4シリーズ）』第9話・最終回ではステブレレスとしては珍しく通常のOPが使用された。また同時期より、直前の20時台にて放送される番組の後に番宣CMを放送した後、『報ステ』の生クロスプログラムを挿入している。これは金曜でも実施している。
- 2019年度：『報ステ』の生クロスプログラムが廃止（金曜も含む）以外は前年度と同様。

## ネット局

### 現在のネット局
| 放送対象地域   | 放送局                       | 系列                                         | 放送日時           | ネット状況 |
| -------------- | ---------------------------- | -------------------------------------------- | ------------------ | ---------- |
| 関東広域圏     | テレビ朝日（EX）             | テレビ朝日系列                               | 水曜 21:00 - 21:54 | 制作局     |
| 北海道         | 北海道テレビ（HTB）          | テレビ朝日系列                               | 水曜 21:00 - 21:54 | 同時ネット |
| 青森県         | 青森朝日放送（ABA）          | テレビ朝日系列                               | 水曜 21:00 - 21:54 | 同時ネット |
| 岩手県         | 岩手朝日テレビ（IAT）        | テレビ朝日系列                               | 水曜 21:00 - 21:54 | 同時ネット |
| 秋田県         | 秋田朝日放送（AAB）          | テレビ朝日系列                               | 水曜 21:00 - 21:54 | 同時ネット |
| 宮城県         | 東日本放送（khb）            | テレビ朝日系列                               | 水曜 21:00 - 21:54 | 同時ネット |
| 山形県         | 山形テレビ（YTS）            | テレビ朝日系列                               | 水曜 21:00 - 21:54 | 同時ネット |
| 福島県         | 福島放送（KFB）              | テレビ朝日系列                               | 水曜 21:00 - 21:54 | 同時ネット |
| 新潟県         | 新潟テレビ21（UX）           | テレビ朝日系列                               | 水曜 21:00 - 21:54 | 同時ネット |
| 長野県         | 長野朝日放送（abn）          | テレビ朝日系列                               | 水曜 21:00 - 21:54 | 同時ネット |
| 静岡県         | 静岡朝日テレビ（SATV）       | テレビ朝日系列                               | 水曜 21:00 - 21:54 | 同時ネット |
| 石川県         | 北陸朝日放送（HAB）          | テレビ朝日系列                               | 水曜 21:00 - 21:54 | 同時ネット |
| 中京広域圏     | 名古屋テレビ（メ〜テレ/NBN） | テレビ朝日系列                               | 水曜 21:00 - 21:54 | 同時ネット |
| 近畿広域圏     | 朝日放送テレビ（ABC TV）     | テレビ朝日系列                               | 水曜 21:00 - 21:54 | 同時ネット |
| 広島県         | 広島ホームテレビ（HOME）     | テレビ朝日系列                               | 水曜 21:00 - 21:54 | 同時ネット |
| 山口県         | 山口朝日放送（yab）          | テレビ朝日系列                               | 水曜 21:00 - 21:54 | 同時ネット |
| 香川県・岡山県 | 瀬戸内海放送（KSB）          | テレビ朝日系列                               | 水曜 21:00 - 21:54 | 同時ネット |
| 愛媛県         | 愛媛朝日テレビ（eat）        | テレビ朝日系列                               | 水曜 21:00 - 21:54 | 同時ネット |
| 福岡県         | 九州朝日放送（KBC）          | テレビ朝日系列                               | 水曜 21:00 - 21:54 | 同時ネット |
| 長崎県         | 長崎文化放送（ncc）          | テレビ朝日系列                               | 水曜 21:00 - 21:54 | 同時ネット |
| 熊本県         | 熊本朝日放送（KAB）          | テレビ朝日系列                               | 水曜 21:00 - 21:54 | 同時ネット |
| 大分県         | 大分朝日放送（OAB）          | テレビ朝日系列                               | 水曜 21:00 - 21:54 | 同時ネット |
| 鹿児島県       | 鹿児島放送（KKB）            | テレビ朝日系列                               | 水曜 21:00 - 21:54 | 同時ネット |
| 沖縄県         | 琉球朝日放送（QAB）          | テレビ朝日系列                               | 水曜 21:00 - 21:54 | 同時ネット |
| 福井県         | 福井放送（FBC）              | 日本テレビ系列                               | 土曜 22:00 - 22:54 | 3日遅れ    |
| 宮崎県         | テレビ宮崎（UMK）            | フジテレビ系列 日本テレビ系列 テレビ朝日系列 | 火曜 22:00 - 22:54 | 6日遅れ    |
| 島根県・鳥取県 | さんいん中央テレビ（TSK）    | フジテレビ系列                               | 日曜 13:00 - 13:54 | 遅れネット |
| 高知県         | テレビ高知（KUTV）           | TBS系列                                      | 土曜 13:00 - 13:54 | 遅れネット |
| 富山県         | 北日本放送（KNB）            | 日本テレビ系列                               | 不定期放送         | 遅れネット |

### 備考
- ANN系列26局（ANNフルネット24局＋クロスネット2局）では字幕放送実施しており、スポンサードネット。

### ネット配信
最新話配信はテレビ朝日の放送日時基準のため、遅れネット局では配信の更新に遅れて放送される。

同時ネット局放送済の分については、個別の記事を参照。
| 配信元               | 更新日時         | 配信期間 | 備考                               |
| -------------------- | ---------------- | -------- | ---------------------------------- |
| テレ朝キャッチアップ | 水曜 放送後 更新 | 7日      | 同時ネット局の最新話限定で無料配信 |
| TVer                 | 水曜 放送後 更新 | 7日      | 同時ネット局の最新話限定で無料配信 |
| GYAO!                | 水曜 放送後 更新 | 7日      | 同時ネット局の最新話限定で無料配信 |

### 過去のネット局
系列は放送当時のもの。
| 放送対象地域 | 放送局             | 系列                                         | 備考                            |
| ------------ | ------------------ | -------------------------------------------- | ------------------------------- |
| 青森県       | 青森放送（RAB）    | 日本テレビ系列 テレビ朝日系列                | [ 注 14 ]                       |
| 岩手県       | IBC岩手放送（IBC） | TBS系列                                      |                                 |
| 岩手県       | テレビ岩手（TVI）  | 日本テレビ系列                               | 『さすらい刑事旅情編』V、VIのみ |
| 秋田県       | 秋田放送（ABS）    | 日本テレビ系列                               |                                 |
| 山形県       | 山形放送（YBC）    | 日本テレビ系列 テレビ朝日系列                |                                 |
| 山梨県       | テレビ山梨（UTY）  | TBS系列                                      |                                 |
| 長野県       | テレビ信州（TSB）  | 日本テレビ系列 テレビ朝日系列                | [ 注 15 ]                       |
| 石川県       | 北陸放送（MRO）    | TBS系列                                      |                                 |
| 山口県       | 山口放送（KRY）    | 日本テレビ系列 テレビ朝日系列                | [ 注 16 ]                       |
| 徳島県       | 四国放送（JRT）    | 日本テレビ系列                               | [ 注 17 ]                       |
| 愛媛県       | 南海放送（RNB）    | 日本テレビ系列                               | [ 注 18 ]                       |
| 長崎県       | 長崎放送（NBC）    | TBS系列                                      |                                 |
| 熊本県       | テレビ熊本（TKU）  | フジテレビ系列 テレビ朝日系列                |                                 |
| 大分県       | テレビ大分（TOS）  | 日本テレビ系列 フジテレビ系列 テレビ朝日系列 | [ 注 19 ]                       |
| 沖縄県       | 琉球放送（RBC）    | TBS系列                                      | [ 注 20 ]                       |